# Porta

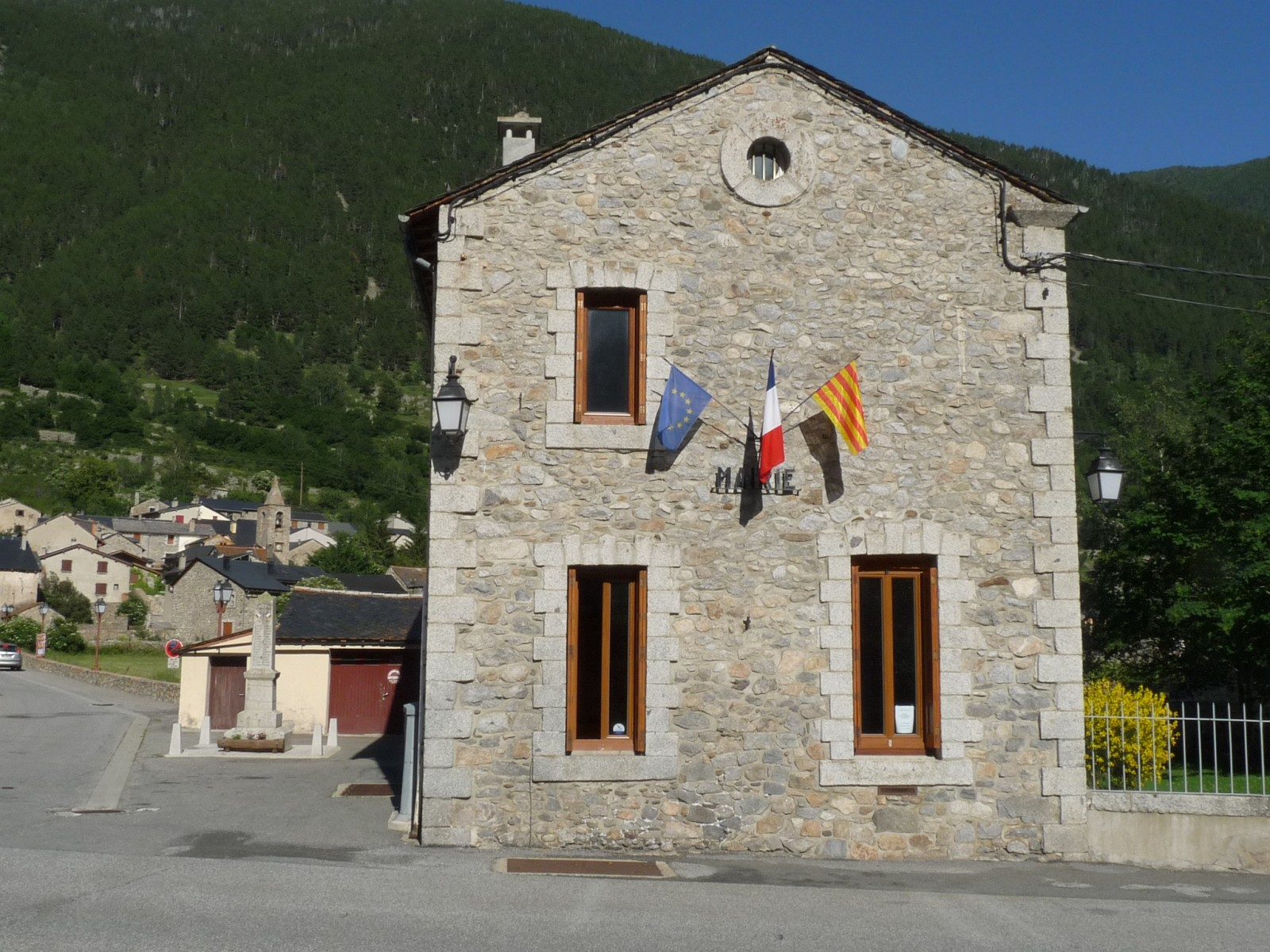
Gemeentehuis

Porta is een gemeente in het Franse departement Pyrénées-Orientales (regio Occitanie) en telt 98 inwoners (1999). De plaats maakt deel uit van het arrondissement Prades.

## Geografie
De oppervlakte van Porta bedraagt 71,0 km², de bevolkingsdichtheid is 1,4 inwoners per km².

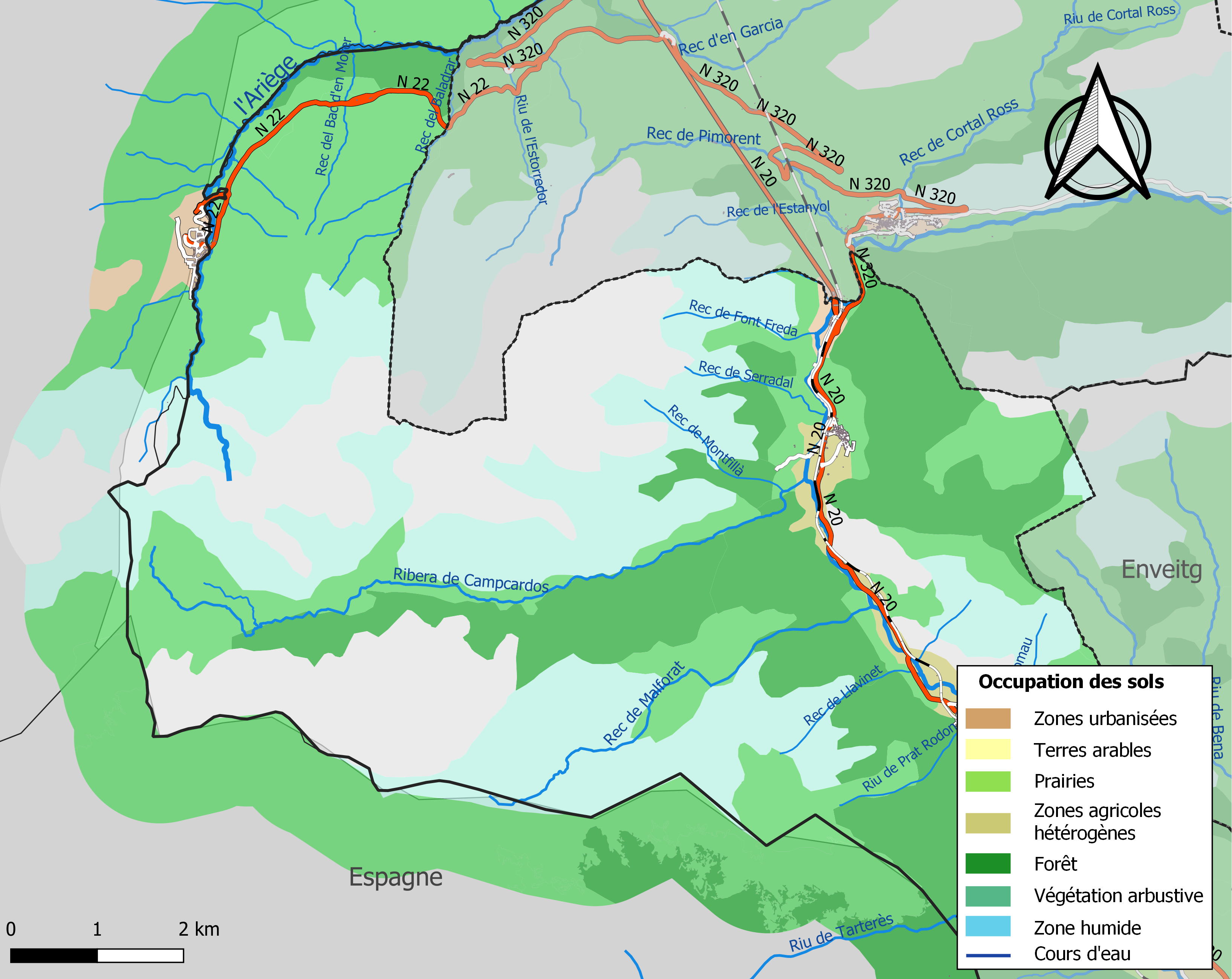
Kaart van de gemeente met de belangrijkste infrastructuur, bodemgebruik en omliggende gemeenten

## Verkeer en vervoer
In de gemeente ligt spoorwegstation Porté-Puymorens.

## Demografie
Onderstaande figuur toont het verloop van het inwonertal (bron: INSEE-tellingen).